# Nanoq Media
Nanoq Media er en tv-station med hovedkontor i Nuuk, Grønlands hovedstad. Tv-stationen sender programmer på dansk og grønlandsk under mottoet Frihed til at vælge. Stationen begyndte at sende den 1. august 2002. Det er den største lokale tv-station i Grønland med mere end 4.000 husstandsabonnenter. Det er omkring 75 % af alle husstande i hovedstaden.

## Links
Nanoq Media's hjemmeside